# Стёпин, Василий Васильевич
Василий Васильевич Стёпин (1 (14) января 1905, село Юрино, Шацкий уезд, Тамбовская губерния, Российская империя — 1 ноября 1994, Екатеринбург, Россия) — выдающийся советский химик-аналитик, доктор химических наук, один из основателей Института стандартных образцов в г. Свердловске. Член КПСС с 1931 года.

## Биография
Родился в крестьянской семье. Отец — Стёпин Василий Петрович (10.04.1873 г., с. Юрино —1905 г.: погиб в русско-японской войне). Мать — Стёпина Наталья Дмитриевна (1882 г., с. Юрино — 1919 г., с. Юрино). Сестра — Евдокия (1898 г., с. Юрино —????, г. Кемерово), была замужем за Кокуновым Феофаном Лаврентьевичем (1898 г., с. Юрино — 1937 г., г. Кемерово (репрессирован, расстрелян, реабилитирован в 1956 г.))
Дед — Стёпин Пётр Лукьянович (был известным сапожником в районе), бабушка — Стёпина (Жбанкова) Агафья Фёдоровна. У Петра и Агафьи было четверо детей: Василий (род. 10.04.1873 г.), Илья (род. 1875 г.), Фёдор (род. 09.02.1878 г.), Прасковья (род. 1880 г.).
- 05.1916 — 09.1924 — работал в сельском хозяйстве.
- 09.1924 — 09.1926 — учился в школе-семилетке.
- 09.1926 — 09.1929 — рабфак в г. Тамбов.
- 09.1929 — 02.1934 — учился в Московском Государственном Университете на химическом факультете.
- 02.1934 — 08.1940 — работал в Институте черных металлов в г. Свердловске инженером, старшим инженером-исследователем.
- 08.1940 — 08.1941 — работал в Институте черных металлов в г. Свердловске начальником лаборатории стандартных образцов.
- 29.04.1941 — кандидат химических наук.
- 08.1941 — 11.1941 — курсы для командиров запаса Тихоокеанского флота во Владивостоке.
- 11.1941 — 02.1944 — служил начальником химической службы в батальоне Тихоокеанского флота, в бригаде морской пехоты АСБО
- 02.1944 — 06.1946 — служил начальником лаборатории Тихоокеанской флотилии. Воинское звание — старший лейтенант инженерно-технических войск.
- 07.1946 — 03.1963 — работал начальником лаборатории стандартных образцов Уральского научно-исследовательского института чёрных металлов в г. Свердловске.
- 26.04.1947 — старший научный сотрудник по специальности неорганическая химия.
- 03.1963 — 05.1978 — работал во Всесоюзном научно-исследовательском институте стандартных образцов и спектральных эталонов (позднее Институт стандартных образцов) заместителем директора по научной работе.
- 22.04.1967 — доктор химических наук.
- 05.1978 — 02.1985 — работал и. о. старшего научного сотрудника лаборатории математического обеспечения (лаборатория 8-с).
- 10.1985 — 07.1988 — работал старшим научным сотрудником-консультантом в лаборатории 8-с.

Скончался 1 ноября 1994 года в Екатеринбурге. Захоронен на Восточном кладбище города.

## Награды
- Орден Знак Почёта (1951, 1971)
- Медаль «За победу над Японией» (1946)
- Медаль «За доблестный труд в ознаменование 100-летия со дня рождения В. И. Ленина» (1970)
- Бронзовая медаль «За достигнутые успехи в развитии народного хозяйства» (1976)
- Медаль «Ветеран Труда» (1978)
- Знак «Ударник девятой пятилетки» (1975)
- Знак «50 лет в КПСС» (1981)

## Авторские свидетельства
- Авторское свидетельство (№ 424063) на изобретение «Способ электрохимического концентрирования элементов»

## Основные труды
- Сборники «Труды ВНИИСО», 1964—1967 гг.;
- Анализ черных металлов, сплавов и марганцевых руд. В. В. Стёпин, Е. В. Силаева, В. И. Курбатова, Н. Д. Фёдорова, В. И. Поносов. Изд-во «Металлургия», 1971 г., 2-е изд., 392 с.
- Анализ чёрных металлов и сплавов. В. В. Стёпин, В. И. Курбатова, Н. Д. Федорова / 3-е изд., перераб. и доп. — М.: Металлургия. 1980. — 272 с. ил. 21 см.
- Анализ металлургического сырья и вспомогательных материалов чёрной металлургии. Стёпин В. В., Фёдорова Н. А., Курбатова В. И., Камаева Л. В., Сташкова Н. В. — М.: Металлургия, 1982. — 192 с.
- Определение малых концентраций компонентов в материалах чёрной металлургии. Справ. изд./ Стёпин В. В., Курбатова В. И., Фёдорова Н. А., Сташкова Н. В. — М.: Металлургия, 1987. — 256 с.
- Шемякин Ф. М., Степин В. В. Ионообменный хроматографический анализ металлов. — М.: Металлургия, 1977. — 392 с.